# Аттические ночи
«Аттические ночи» (лат. Noctes Atticae) — труд римского писателя Авла Геллия в 20 книгах, написанный в 140-х — 160-х годах. Представляет собой сборник выписок из сочинений предшественников и комментариев к ним, посвящённый в первую очередь римским древностям. «Аттические ночи» ценны тем, что сочинения многих писателей, цитируемые Геллием, не сохранились до наших дней. Благодаря этому труду в лексике современных языков закрепились такие слова, как «гуманизм», «классический», «пролетарий».

## Содержание и жанровая принадлежность
«Аттические ночи» относятся к популярному в I—II веках жанру выписок (зачастую беспорядочных) из сочинений предшественников и комментариев к ним. Следуя тенденциям своего времени, Авл Геллий сосредоточился на римских древностях — в основном, реликтах языка, литературы, философии и права, в особенности тех, которые были неясны его современникам. Внимание к старине проявилось и в намеренном уходе от современности и от обсуждения текущих событий.
«Аттические ночи» плохо классифицируются в современной системе литературных жанров. Например, М. фон Альбрехт считает это сочинение собранием кратких эссе и «предтечей современной эссеистики», в двухтомной «Истории римской литературы» оно определяется как сборник выписок, а отдельные фрагменты его сочинения сравниваются с короткими рассказами, «бытовыми сценками». Выбор названия, по словам самого автора, был обусловлен началом работы над сборником в Аттике (окрестности Афин) длинными зимними ночами. «…Поскольку мы начали забавы ради составлять эти записки, как я сказал, долгими зимними ночами в земле Аттической, — пишет Авл во вступлении, — то и назвали их по этой самой причине „Аттические ночи“, нисколько не подражая высокопарным заглавиям, которые многие писавшие на обоих языках придумали для этого рода книг».
Эта версия принимается и современными исследователями. По-видимому, главной причиной перехода античных авторов от создания массивных энциклопедических сочинений (труды Варрона, «Естественная история» Плиния Старшего и др.) к сборникам по частным вопросам заключалась в невозможности охватить всё античное культурное наследие. Лишь считанные очень образованные люди могли охватить всю сумму знаний, накопленных греко-римской наукой и литературой. Сам Геллий и вовсе критически относился к попыткам вобрать в себя всё литературное наследие: своё кредо он выражает, приводя цитату Гераклита «Многознание уму не учит».
Труд Авла состоит из 20 книг и содержит 434 главы (некоторые части сочинения не сохранились). По-видимому, оглавление к труду было составлено самим автором. Его выписки беспорядочны и касаются разных тем, хотя иногда встречается несколько выписок на одну тему подряд. Критерии отбора материала неясны, но все выписки объединяет ориентация на информацию не столько полезную, сколько интересную. Развлекательные элементы, призванные не утомлять читателя, широко распространены в тексте.